# 菅野温子
菅野 温子（すがの あつこ、1959年 - ）は、日本の官能小説家。
静岡県生まれ。立命館大学文学部哲学科卒。1991年、スポーツニッポンの連載小説「スイートアリス」でデビューする。ラメール・アリスの変名を持つ。

## 著書
- セクシュアル占星術 ラメール・アリス 読売新聞社 1996.6  「自分を幸せにする恋愛法則」三笠書房（王様文庫）
- エロティック小説完全創作レシピ 三一書房 1997.12
- 脱皮 ビレッジセンター出版局 1999.2
- 占星術師日下部由水子 光文社文庫 2001.10
- 蜜欲の情人 桃園文庫 2005.3
- モテワザ! あなたの恋を劇的に変える87の方法 アムリタ 2006.2
- 熱帯魚のように 双葉文庫 2007.8
- メニューは美乳 双葉文庫 2007.12
- 溺れてしまう 双葉文庫 2008.4
- あなたに夢中! 双葉文庫 2008.10
- 次々と、性懲りもなく マガジンハウス文庫 2009.2
- 花嫁は蜜の味 双葉文庫 2009.4
- 癖になるかも 双葉文庫 2009.8
- ときめき志願 双葉文庫 2010.2